# Менелаос Лудемис
Менелаос Лудемис или Лундемис (на гръцки: Μενέλαος Λουντέμης) е псевдоним на Димитриос Валасиадис (на гръцки: Δημήτριος Βαλασιάδης), виден гръцки поет и писател на произведения в жанра драма, съвременен роман и детска литература.

## Биография и творчество
Димитриос Валасиадис е роден на 14 януари 1912 г. в село Агия Кириаки (днес Ялъ), край Ялова, Османска империя, в бедното семейство на Григорис Баласоглу (Γρηγόρης Μπαλάσογλου), преименуван в Гърция на Валасиадис (Βαλασιάδης) и Домна Цуфлидис. Има 4 сестри. Израства в град Ялова, на брега на Мраморно море. След Малоазийската катастрофа през 1922 г. семейството му се преселва първо в Егина, после във Воден и накрая в село Къпиняни, където живее от 1923 до 1932 г., когато заминава за Кожани. Учи в държавното училище-интернат във Воден. За да помага в издръжката на семейството работи на различни временни места. Започва да пише поезия още като ученик под псевдонима Такис Валасиадис. Заради връзките му с Комунистическата партия на Гърция, в ІV клас на гимназията е изключен от всички средни училища – по политически мотиви.
След постоянни пътувания се установява в Атина. Там се свързва с писателите Костас Варналис, Ангелос Сикелианос и Милтиадис Малакис. Малакис му помага и през 1938 г. е назначен за библиотекар в „Атинския клуб“. Същевременно следва курс по философия в Школата в Атина. Започва да пише усилено и след литературния си успех е приет за член на Асоциацията на гръцките писатели, ръководена от Никос Казандзакис. Приема псевдонима Менелаос Лудемис, по името на реката Колудей (Лудиас). Първата му книга „Корабите не хвърлиха котва“ (разкази) излиза през 1938 г. и получава държавна награда.
По време на Втората световна война и окупацията на Гърция участва активно в националната съпротива на ЕАМ и е секретар на организацията на интелектуалците. В този период издава още един сборник с разкази и роман.
По време на Гражданската война в Гърция е арестуван заради левичарските си убеждения, съден е за предателство и осъден на смърт, но присъдата не е изпълнена. Заточен в концентрационни лагери в Макронисос и в Стратис, където е с Микис Теодоракис, Янис Рицос и много други леви интелектуалци. Продължава да пише и да подкрепя левите движения. През 1956 г. е избран за член на Световния съвет за мир.
През 1958 г. след съдебен процес е заточен в Букурещ, а през 1967 г. диктатурата на полковниците на Георгиос Пападопулос го лишава от гръцко гражданство. По това време продължава да пише и пътува до Китай и Виетнам.
През 1976 г. е реабилитиран и се завръща в Гърция.
Автор е на общо 45 книги – романи, стихове, разкази. Превеждан и на много езици, предимно в Източна Ивропа и Азия. Самият той прави редица преводи на чужди писатели (най-вече румънски) на гръцки език.
Димитриос Власиадис умира от инфаркт на 22 януари 1977 г. в Атина.

## Произведения
- Μια Νύχτα με πολλά φώτα,κάτω από μια πόλη με πολλά Αστέρια (1934)
- Τα πλοία δεν άραξαν (1938)
- Περιμένοντας το ουράνιο τόξο (1940)
- Έκσταση», Αθήνα, εκδ. Αετός, μυθιστόρημα (1943)
- Γλυκοχάραμα (1944)
- Ο μεγάλος Δεκέμβρης (1945)
- Αυτοί που φέρανε την καταχνιά (1946)
- Καληνύχτα ζωή (1946)
- Συννεφιάζει (1946)
Заоблачава се, изд.: „Народна младеж“, София (1958), прев. А. А. Коджаев
- Βουρκωμένες μέρες (1953)
- Κραυγή στα πέρατα (1954)
- Οι κερασιές θ' ανθίσουν και φέτος (1956)
Черешите ще цъфнат и тази година, изд.: „Народна култура“, София (1959), прев. П. Петров, С. Шишков
- Τότε που κυνηγούσα τους ανέμους (1956)
- Ένα παιδί μετράει τ' άστρα (1956)
Едно момче брои звездите, изд.: „Народна младеж“, София (1959), прев. А. А. Коджаев
- Τραγουδώ για την Κύπρο (1956)
- Οι κεραυνοί ξεσπούν (1958)
- Το ρολόι του κόσμου χτυπά μεσάνυχτα (1963)
Часовникът на света бие полунощ, изд.: „Народна младеж“, София (1962), прев. Стефан Гечев
- Η φυλακή του Kάτω Kόσμου (1964)
Затворът на долния свят, изд.: „Народна младеж“, София (1966), прев. Георги Христов
- Λύσσα ()
- Τρόπαια Α΄ ()
- Τρόπαια Β΄ ()
- Κάτω απ' τα κάστρα της ελπίδας ()
- Οδός Αβύσσου αριθμός 0 (1962)
Ул. Пъкъл №0, изд.: „Народна младеж“, София (1964), прев. Стефан Гечев
- Το κρασί των δειλών (Σαρκοφάγοι Ι), (1965)
- Θυμωμένα στάχυα (1965)
- Οι αρχιτέκτονες του τρόμου (1966)
- Το τραγούδι των διψασμένων (1966)
- Μπατ-Τάι (1966)
- Αγέλαστη Άνοιξη ()
- Το σπαθί και το φιλί (1967)
- Κοντσέρτο για δύο μυδράλια και ένα αηδόνι (1973)
- Οι ήρωες κοιμούνται ανήσυχα (1974)
- Ο άγγελος με τα γύψινα φτερά (1974)
- Ο λυράρης (Μιλτιάδης Μαλακάσης) (1974)
- Ο κονταρομάχος (Κώστας Βάρναλης) (1974)
- Θα κλάψω αύριο (1975)
- Ανθισμένο όνειρο (1975)
- Ταξίδια του χαμού (1975)
- Θρηνολόι και άσμα για το σταυρωμένο νησί (1975)
- Πυρπολημένη μνήμη (1975)
- Οι εφτά κύκλοι της μοναξιάς (1975)
- Της γης οι αντρειωμένοι... (1976)
- Πικρή θάλασσα (1976)
- Ηρακλής (1976)
- Ταξίδι στην απεραντοσύνη (1976)
- Ο εξάγγελος (Άγγελος Σικελιανός) (1976)
- Οι Δήμιοι με τ’ άσπρα γάντια (1978)
- Δαίδαλος ()
- Ίκαρος ()
- Θησέας ()
- Καραγκιόζης ο Έλληνας ()
- Ο γολγοθάς μιας ελπίδας ()

### Екранизации
- 1959 Utreni reis
- 1967 O Giannis ki' o dromos